# Destiny (jeu vidéo)
Pour les articles homonymes, voir Destiny.
Destiny est un jeu vidéo de tir en vue à la première personne développé par Bungie Studios et édité par Activision, sorti sur PlayStation 3, PlayStation 4, Xbox 360 et Xbox One le 9 septembre 2014.
Le jeu a connu quatre extensions : Les Ténèbres souterraines le 9 décembre 2014, La Maison des loups le 19 mai 2015, Le Roi des corrompus le 15 septembre 2015 et Les Seigneurs de fer le 20 septembre 2016.
Il a pour suite Destiny 2.

## Trame
L'histoire de Destiny prend place dans le futur, au sein d'un environnement post-apocalyptique. Il y a 700 ans de cela, une sphère mystérieuse, réfractrice et gigantesque fut découverte sur Mars. Le Voyageur - comme il sera appelé lorsque les hommes comprendront partiellement ses origines - leur apportera toutes ses connaissances, marquant le début de l'Âge d'Or de l'Humanité: Il permit aux hommes de vivre trois fois plus longtemps; Il terraforma les planètes proches de la Terre en y faisant par exemple pleuvoir ; Mars, Vénus et Mercure devinrent colonisables et habitables ; grâce à sa technologie les hommes voyagèrent en dehors de notre système solaire. Mais le Voyageur, digne représentant de la lumière dont il tirait ses forces, avait un ennemi, "Les Ténèbres", un ennemi qui l'avait retrouvé et voulait la destruction de ses nouveaux protégés. Ce fut la Chute, la fin de l'Âge d'Or de l'Humanité.
Les humains au bord de l'extinction construisirent une Cité, la dernière sur Terre. Les Gardiens sur la Tour au-dessus de cette cité, ultimes défenseurs de la lumière et détenteurs investis d'une partie des pouvoirs du Voyageur, crurent réussir à contenir leur ennemi, les Ténèbres, représentées ici par une déferlante de races extraterrestres belliqueuses. Elles agrandissaient leur nombre et leur force pour pouvoir attaquer une seconde fois. Un jour, un Spectre, sorte de cube volant qui guidait les Gardiens dans leur périple, trouva un Gardien qui avait la capacité, la volonté et le courage d'affronter les ténèbres. Si ce dernier échouait, ce serait la fin du monde tel qu'on le connaissait.

## Système de jeu

### Généralités
Selon les dires de Bungie, l'univers de Destiny est totalement vivant. Les actions des joueurs ont un impact plus ou moins important, allant jusqu'à créer des événements que même les développeurs n'avaient pas planifiés ni même imaginés. Le style de jeu est décrit par Bungie comme étant principalement du tir à la première personne tout en incluant des éléments de gameplay multijoueur. Bungie indique que le jeu ne soit confondu avec un MMO standard et qualifié de jeu social. Il est possible aux joueurs de choisir parmi trois classes — Arcaniste, Chasseur et Titan — et trois races — Humain, Éveillé et Exo.
À l'origine, l'avatar du joueur progressait en accumulant de l'expérience pour monter de niveau jusqu'à atteindre le niveau 20. Il devait par la suite obtenir des équipements d'une certaine quantité de lumière pour monter jusqu'au niveau maximum de 30 ; on parle ici de niveau de lumière. Le palier de niveau lumière a augmenté à 32 avec l'extension "Les Ténèbres souterraines", puis 34 avec l'extension suivante " La Maison des Loups".
Depuis l'extension Le Roi des Corrompus, la gestion du système de niveau est devenu dissocié du système de lumière : le niveau maximum est passé à 40 et s’atteint par gain d'expérience; la lumière représente désormais la puissance combinée de l'attaque (des armes) et de la défense (des pièces d'armures) du Gardien.
Chaque activité du jeu requiert un niveau et / ou une quantité de lumière minimale pour y participer.
Comme tout RPG, l'univers évolue et offre des événements temporaires, soit propre au jeu tel la Bannière de Fer (joueur contre joueur), l'Ire de la reine ; soit plus proche de la vie réelle comme pour Halloween, Noël... En décembre 2015, un événement spécial, la Ligue de Course de Passereaux, est proposé pour les possesseurs de l'extension Le Roi des Corrompus. En février 2016 Pour la Saint valentin "Les jours Garancés".
Le personnage, en marge de ces actions de jeu FPS, peut aussi communiquer à l'aide d'emotes. Depuis Le Roi des Corrompus, de nouvelles emotes sont disponibles à l'achat contre de l'argent réel.

### Grimoire
Pour reprendre le principe des hauts faits existants dans d'autres RPG et MMORPG, il existe un grimoire, sorte de livret retraçant et résumant tous les hauts faits d'un joueur, son inventaire aussi. C'est aussi un indice aussi sur le temps de jeu passé car certains points ne se débloquent qu'après une action répétée (10 000 frags avec un revolver, 250 parties PvP gagnées, etc.). 

### Races
Il existe trois races : 
- humain ;
- exo (robot) : créés à la base dans un but militaire, ils deviennent un peuple à part entière ;
- éveillé : nés des humains ayant tentés de fuir le système solaire, ils sont un mélange de ténèbres et de lumière. Ce mélange est à l'origine de leur teinte de peau gris-bleu.

Contrairement à d'autres RPG, le choix d'une race n'est qu'esthétique et n'a aucune influence sur les propriétés de l'avatar.

### Classes
Il existe trois classes dans Destiny. Elles se différencient par leurs capacités (résistance, mouvement) et leurs différentes attributions. Chaque classe dispose notamment de doctrines propres qui admet à l'avatar des pouvoirs surnaturels. À la sortie du jeu, deux doctrines étaient disponibles par classe. Le joueur pouvant choisir l'une de ces deux doctrines, et commencer à développer la seconde à partir du niveau 15.
L'extension Le Roi des Corrompus ajoute une troisième doctrine à chaque classe, qui est obtenu au cours de l’histoire de la-dite extension ; normalement accessible au niveau 25. Chaque doctrine d'une classe possède une capacité différente des deux autres (abyssale, cryo-électrique ou solaire) et permet d'utiliser un Super, attaque surpuissante se chargeant avec le temps et les ennemis tués. Les grenades et attaques au corps à corps varient aussi selon les dites doctrines, certaines étant communes entre les classes si elles sont du même type de capacité. Les doctrines peuvent être échangées à tout moment selon les situations. 

#### Arcaniste
Ce gardien est un manipulateur des forces surnaturelles. C'est un guerrier mystique qui maîtrise la lumière du Voyageur pour terrasser ses ennemis. Il est reconnaissable à son armure rappelant une robe de chevalier.
Première doctrine, "Voie abyssale" (capacité abyssale) : permet de lancer une puissante décharge sur les ennemis (bombe nova, saut téléporté).
Deuxième doctrine, "Chant solaire" (capacité solaire) : renforce l'Arcaniste, réduit les délais de récupérations de ses capacités et peut le ressusciter (essentiellement la résurrection).
Troisième doctrine*, "Transe de l'orage" (capacité cryo-électrique) : permet d'envoyer des décharges électriques dévastatrices (super multi cible).

#### Chasseur
Gardien spécialiste du tir sous toutes ses formes, il maîtrise l'art du combat rapproché, celui du tir longue distance et de la ruse. Il est reconnaissable au porte d'une cape.
Première doctrine, « Pistolero » (capacité solaire) : fait apparaître un pistolet d'or avec peu de cartouches mais infligeant de lourds dégâts (lancer de couteau et triple saut).
Deuxième doctrine, « Épéiste » (capacité cryo-électrique) : fait apparaître une dague dans chaque main infligeant de lourds dégâts au corps-à-corps (invisibilité, saut téléporté).
Troisième doctrine*, « Ronde de nuit » (capacité abyssale) : tire des flèches (3 au maximum) qui, en atterrissant sur le sol, relie les ennemis qui voient alors leurs défenses être réduites (possibilité de se rendre invisible mais moins qu'un épéiste, très utile en équipe car affaiblit l'ennemi).

#### Titan
Un Gardien qui n'a jamais froid aux yeux, la force à l'état brut. Il soutient ses alliés et effraie ses ennemis grâce à ses talents de soldat. Il est reconnaissable à son imposante armure.
Première doctrine, "Assaillant" (capacité cryo-électrique) : permet de lancer une onde de choc très puissante dans le sol (coup d'épaule en mêlée qui fait d'énorme dommage).
Deuxième doctrine, "Défenseur" (capacité abyssale) : crée un bouclier repoussant la plupart des projectiles (augmente dommage ou armure de l'équipe, et protège).
Troisième doctrine*, Brise-soleil (capacité solaire) : invoque des marteaux enflammés explosifs pouvant être lancés (régénération de vie après dommage).
Les joueurs peuvent créer trois personnages sur un même compte.
*Sortie avec l'extension Le Roi des Corrompus.

### Équipement
Les armes et les autres équipement sont classés sous un ordre de rareté.

#### Armement
Les armes à disposition s'inspirent pour la plupart d'armes réelles. Cela se divise en trois catégories :
- légères (dites principales, celles offertes en début de jeu). Munitions blanches.

On y trouve 2 types de fusil d’assaut : les fusils automatiques et les fusils à impulsion (tir en rafale), des revolvers, et des fusils d'éclaireur (tire coup par coup puissant et précis).
- Armes spéciales (dites secondaires). Munitions vertes.

Les fusils de précision (un sniper), les fusils à pompe, les fusils à fusion (nécessitent une charge) et, depuis le DLC La Maison des loups, les pistolets (ne pas confondre avec les revolvers, tirent bien plus vite mais moins fort).
- Armes lourdes. Munitions violettes.

Les lance-roquettes (bazooka), les mitrailleuses (sorte de M16 dit batteuse), et depuis Le Roi des Corrompus, des épées et un fusil à fusion lourd (Image de l'esprit Dormant).
Certaines armes spécifiques sont toutefois d'un certain type mais s'utilisent d'un autre, comme l'Exegèse Vex, un fusil à fusion en arme principale qui tire comme un fusil automatique. On peut citer un fusil de précision et un fusil à pompe en arme principale, mais aussi un fusil à fusion en arme lourde, les armes exotiques des prisons des vétérans, un fusil à pompe semi-automatique, un pistolet à impulsion et un fusion sniper (qui sera, avec l'Image de l'Esprit Dormant, les bases de ce qui deviendra les fusils à fusion linéaires dans Destiny 2).
Quelques armes sont spécifiques à une classe et s'obtiennent par quête (ex : l'armurier). En revanche, toutes les autres sont échangeables entre personnages indépendamment de leur classe.[réf. nécessaire]
Au cours des différents patchs, Bungie rééquilibre constamment la puissance des armes, soit par leur type (fusil auto, pompe), soit à l'unité.

#### Armures
Les joueurs peuvent équiper leurs personnages :
- d'un casque ;
- d'une armure de torse ;
- de gantelets ;
- de bottes ;
- d'une pièce spécifique à leur classe : fanion (une ceinture) pour les Titans, cape (avec capuche) pour les Chasseurs et brassard pour les Arcanistes* ;
- d'une coque de spectre* ;
- d'une relique (un bijou)**.

(*) Ces équipements, après la sortie du Roi des Corrompus, ont une influence sur la puissance globale du personnage.
(**) Uniquement depuis Le Roi des Corrompus.
Les véhicules, tels les passereaux (sortes de moto en lévitation ou land speeder) et vaisseaux peuvent être achetés auprès de PNJ ou bien lootés, et donc être différents entre les joueurs.
NB : les armes peuvent s'échanger entre les personnages (maximum de 3 personnages) quelle que soit leur classe. En revanche, les équipements d'armures restent propres à chaque classe (hormis les coques de spectre).

## Développement
Une bêta fut ouverte du 17 au 28 juillet 2014.
Bungie et Activision en partenariat avec Sony offrent du contenu exclusif sur les consoles PlayStation.

## Contenus additionnels

### Les Ténèbres souterraines
Les Ténèbres souterraines (The Dark Below) est le premier contenu supplémentaire, commercialisé le 9 décembre 2014. L'histoire est centrée sur la Ruche et leur prince Cropta (Fils d'Oryx). Ce contenu offre de nouvelles missions, un assaut, un raid et quelques quêtes. Le niveau maximum des joueurs passe de 30 à 32 et celui des armes de 300 à 331. Seuls les équipements de type exotique (puissant mais rare) peuvent être mis à niveau.

### La Maison des loups
La Maison des loups (House of Wolves) est le deuxième contenu supplémentaire, commercialisé le 19 mai 2015. L'histoire est centrée sur les Déchus, ennemis les plus récurrents du jeu. L'extension offre une suite de missions et quêtes, un assaut et un nouvel espace social (le Récif). En revanche, pas de Raid attendu par les joueurs, mais "la prison des vétérans", un mode de jeu à 3 joueurs, ainsi qu'un mode multijoueur également à 3 joueurs de haut niveau en joueur contre joueur du nom du Jugement d'Osiris. Le niveau maximum des joueurs passe de 32 à 34 et celui des armes de 331 à 365. Il est possible de mettre à niveau les armes et équipements (légendaires et exotiques) précédemment obtenus.

### Le Roi des corrompus
Le Roi des corrompus (The Taken King) est le troisième contenu supplémentaire, commercialisé le 15 septembre 2015. Son nom de code de développement fut "Comet". Il marque la fin de la première année de l'expérience Destiny et introduit de nouvelles missions, nouvelles zones de jeu, nouveaux ennemis, ainsi que des modifications majeures dans le système de jeu. Bungie communique qu'il n'y aurait plus de DLC pour Destiny, mais de micro contenu. Ce fut le cas en décembre 2015, où Bungie propose de nouveaux équipements ainsi qu'un système de challenge pour le Raid (Normal et Hard) d'Oryx. Un événement spécial, la Ligue de Course de Passereaux, est également organisé et proposé sur les systèmes PlayStation 3, PlayStation 4, Xbox 360 et Xbox One. En avril 2016 une mise à jour rajoute du contenu supplémentaire : un assault, des équipements, deux modes de jeux pour la prison de vétérans, et augmentation du niveau de lumière.
Le jeu est centré sur Oryx et ces légions, les Corrompus, une nouvelle race ennemie, et sur les Cabals aussi, race moins développée auparavant dans l'univers du jeu. L'extension rajoute des missions et quêtes (plus que les deux précédents DLC), trois assauts (et un supplémentaire exclusif sur système PlayStation), tout en modifiant les assauts précédents, et un Raid proposé une semaine après la sortie du DLC, et sa version en mode difficile un mois après. Le niveau des joueurs passe de 34 à 40, mais en change le principe de progression. Le niveau 40 s’atteint comme le niveau 20 auparavant par l'expérience, le niveau de lumière en marge de ce dernier devient un indice de puissance. Les équipements obtenus auparavant devenant totalement obsolètes dans cette dernière aventure, de plus leur indice de puissance change (anciennement 365 devenant 170, et le maximum fut de 320, puis 335 en avril.
De plus, les équipements n'ont plus de valeur de puissance fixe (défense pour les armures et attaque pour les armes), un système d'infusion est mis en place pour augmenter cette puissance, en utilisant des équipements moins intéressant par leurs statistiques mais à valeur de puissance supérieur.

### Les Seigneurs de fer
Les Seigneurs de fer (Rise of Iron) est le quatrième contenu supplémentaire, commercialisé le 20 septembre 2016. Il introduit de nouvelles missions, une nouvelle zone de jeu et de nouveaux ennemis. Il n'y a pas d'augmentation du niveau de joueur mais uniquement de leur lumière. Le maximum était de 335, ce stade passe à 385 puis à 400 lors de la sortie du raid hard en octobre.
L'histoire se centre sur une nouvelle race Déchue mutante , infectés par des nano-virus (ARIA) ,apparue après l'effondrement du mur protégeant le cosmodrome. L'extension introduit un nouveau raid, deux assauts, ainsi que deux nouvelles destinations : Les plaines infectées et le pic de Felwinter.

## Doublage

### Doublage original
- Peter Dinklage puis Nolan North : le Spectre

### Doublage français
- Constantin Pappas : le Spectre
- David Krüger : le commandant Zavala
- Damien Boisseau : le prince des Éveillés
- Juliette Degenne : la reine des Éveillés
- Bruno Choël : Titan homme
- Patrick Borg : intendant Hideo de la Nouvelle Monarchie
- Bernard Tiphaine : Arac'h Jalaal de l'Astre Mort
- Georges Claisse : Le Guide
- Martial Le Minoux : Variks
- Marc Bretonnière : Cayde-6

## Accueil

### Récompenses
Source
- Yahoo! “Best of E3”
- GameSpot “Best of E3”
- Official Xbox Magazine “Most Valuable Game”
- @Gamer “Most Valuable Game” Games Radar “Most Valuable Game”
- Neoseeker “Best Online Game”, “Best Action/Adventure Game”
- Revision 3 Games “Best in Show”
- PlayStation LifeStyle “Best of E3”
- Game Revolution “Best of E3
- The Escapist “We Love It” award
- PlayStation Universe “Best Shooter”“Best of E3”
- Gaming Trend “Best New Franchise”
- GamerNode “Best of E3”
- Hardcore Gamer “Game of Show”, “Best Shooter”
- MMORPG “Best Hybrid MMO”
- JeuxVideo.com BEST FPS of E3,BEST PS4 GAME OF E3
- GamersPack “Choice of the Pack – Shooter”
- Game One “Best New Franchise”
- Vandal.net “Best of E3”
- Digital Trends “Best FPS”
- PlayStation Universe “Best Multiplayer Game”
- Xbox 360 Achievements “Best of Show”, “Best Rest of Show”
- Polygon “Editor’s Choice”
- Newsarama “Best of Show”
- Ars Technica “Best Graphics”
- PS3Trophies.org “Best of Show”, “Best Rest of Show”
- Skewed and Reviewed “Best of Show”
- Examiner “Living Artwork”
- Australian Broadcasting Corporation / Good Game “Best Game” Award
- Atomix “Best of Show” (multiple recipients)
- IGN Italia “Best PS4 Game”, “Top 10 E3 2013”
- Game Republic “Best of E3”
- 3D Juegos “Best PS4 Game”, “Best Xbox One Game”, “Best Graphic Design", “Best E3 Game”
- LazyGamer.net “Best of E3”
- jeuxvideo.fr “3rd AWARD BEST GAME OF E3”
- eurogamer.fr “BEST GAME OF E3”
- game-guide.fr “BEST HYBRID MMO”
- DvlzGame.net “Best of E3”, “Best Co-Op”, “Best Graphics”

### Ventes
Selon Activision, le jeu est le plus grand lancement d'une nouvelle franchise, avec 500 millions de dollars générés pour son premier jour de commercialisation.
Selon VG Chartz, le jeu s'est écoulé à 16,65 millions d'exemplaires dans le monde en septembre 2015, dont 5,61 millions sur la PlayStation 4 de Sony.
Le jeu compte plus de 25 millions de joueurs inscrits.